# Kurse zum Wind

Kurse zum scheinbaren Wind beim Segeln

Beim Segeln unterscheidet man die Kurse zum Wind nach dem Einfallswinkel des scheinbaren Windes in Bezug auf die Längsachse eines Segelfahrzeugs.
Scheinbarer Wind bezeichnet dabei den an Bord wahrgenommenen Wind, der sich aus dem Zusammenwirken von wahrem, atmosphärischem Wind und Fahrtwind ergibt. Der scheinbare Wind wird auch Bordwind genannt, seine Richtung wird vom Verklicker (kleines Fähnchen) an der Mastspitze des Bootes angezeigt. Je nach Kurs zum Wind unterscheiden sich die Stellung der Segel und ihr Trimm (mehr oder weniger Wölbung (Bauch) im Segel).
Mit Kurs ist hier nur der Winkel des Fahrzeugs zum Wind gemeint (0° im Wind bis 180° vor dem Wind). Für den nautischen Begriff Kurs eines Schiffes siehe Kurs (Navigation).

## Im Wind
Wenn der kleinstmöglich segelbare Winkel zum Wind unterschritten wird, dann wird kein Vortrieb mehr erzeugt. Das Boot steht dann nahezu im Wind und die Segel killen (flattern). Ein Ziel, das in diesem Wind-Sektor liegt, kann nur durch Kreuzen angelaufen werden. Die als Wendewinkel bezeichnete Größe des nicht segelbaren Wind-Sektors ist ein Maß für die Kreuzeigenschaften eines Segelschiffs; kleine Wendewinkel bedeuten gute Kreuzeigenschaften.
Das Segelmanöver, bei dem der Bug des Schiffs zum Aufstoppen (Anhalten des Schiffs) in den Wind gedreht wird, wird als Aufschießer bezeichnet.

## Am Wind
Am Wind (auch beim Wind oder Hoch Am Wind) bezeichnet beim Segeln einen Kurs, bei dem der Einfallswinkel des scheinbaren Windes weniger als 90° beträgt. Der kleinste noch segelbare Winkel wird hoch am Wind, hart am Wind oder gegenan genannt. Bei Rahseglern liegt er im Bereich von 80° bis 90°, bei modernen beispielsweise slupgetakelten Yachten je nach Schiffstyp etwa bei 30° bis 45°. Voll und bei heißt demgegenüber der schnellste Kurs nach Luv, bei dem der Steuermann – statt „Höhe zu kneifen“ – etwas abfällt und auf einen vollen Stand der Segel achtet.
Auf einem Am-Wind-Kurs wird hauptsächlich die Luftströmung entlang des Segels genutzt, ähnlich wie bei einer Tragfläche am Flugzeug. Die Segel werden dichtgeholt, also zur Mitte des Schiffes bewegt, und flach getrimmt. Dadurch entsteht eine Kraft, die quer zur Windrichtung steht. Durch Kiel oder Schwert erzeugt das Boot zusätzlich Kräfte quer zur Fahrtrichtung im Wasser, so dass eine resultierende Kraft in Vorwärtsrichtung entsteht. Eine detaillierte Erklärung findet sich bei der Theorie des Segelns.
Bedingung für das Segeln am Wind sind quer wirksame Segel und Kiel oder Schwert. Deshalb können Rahsegler kaum am Wind fahren, da sie ihren Vortrieb hauptsächlich aus Winddruck im Segel beziehen. Auch Segler mit flachem Boden und geringem Tiefgang wie z. B. Koggen können schlecht am Wind segeln, weil sie einer Querbewegung keinen genügenden Widerstand leisten.
Kurse am Wind sind notwendig, wenn der Generalkurs (der Weg zum Ziel) gegen die Windrichtung liegt. In diesem Fall müssen  Boote gegen den Wind aufkreuzen, d. h. einen Zickzackkurs gegen den Wind laufen. Je härter gegen den Wind ein Boot laufen kann, desto weniger verlängert sich die Strecke durch den notwendigen Winkel.

## Halber Wind
Halber Wind bezeichnet einen Kurs, bei dem der Verklicker ungefähr rechtwinklig ausweht, der scheinbare Wind also mit ungefähr 90° einfällt. Die Segel werden im Vergleich zum Am-Wind-Kurs etwas geöffnet („die Schoten gefiert“). Während auf einem Halbwindkurs nach wie vor der größte Teil des Vortriebs durch Strömung am Segel hervorgerufen wird, ist ein weiterer Teil auch auf Winddruck auf das Segel zurückzuführen.

## Raumschots
Auf einem Raumschots- oder Raumwindkurs fällt der scheinbare Wind „schräg von hinten kommend“, seemännisch ausgedrückt: achterlicher als querab, ein; man bezeichnet den Wind auf Raumschotskursen auch als Backstagsbrise. Der Vortrieb wird durch eine noch offenere Segelstellung und einen etwas bauchigeren Segeltrimm optimiert.
Nach Auffassung einiger Autoren wird jeder Wind als „raum“ bezeichnet, der zwischen Amwindkurs und Vorwindkurs liegt; dementsprechend betrachten sie halben Wind nur als Spezialfall raumen Winds.

## Vor dem Wind

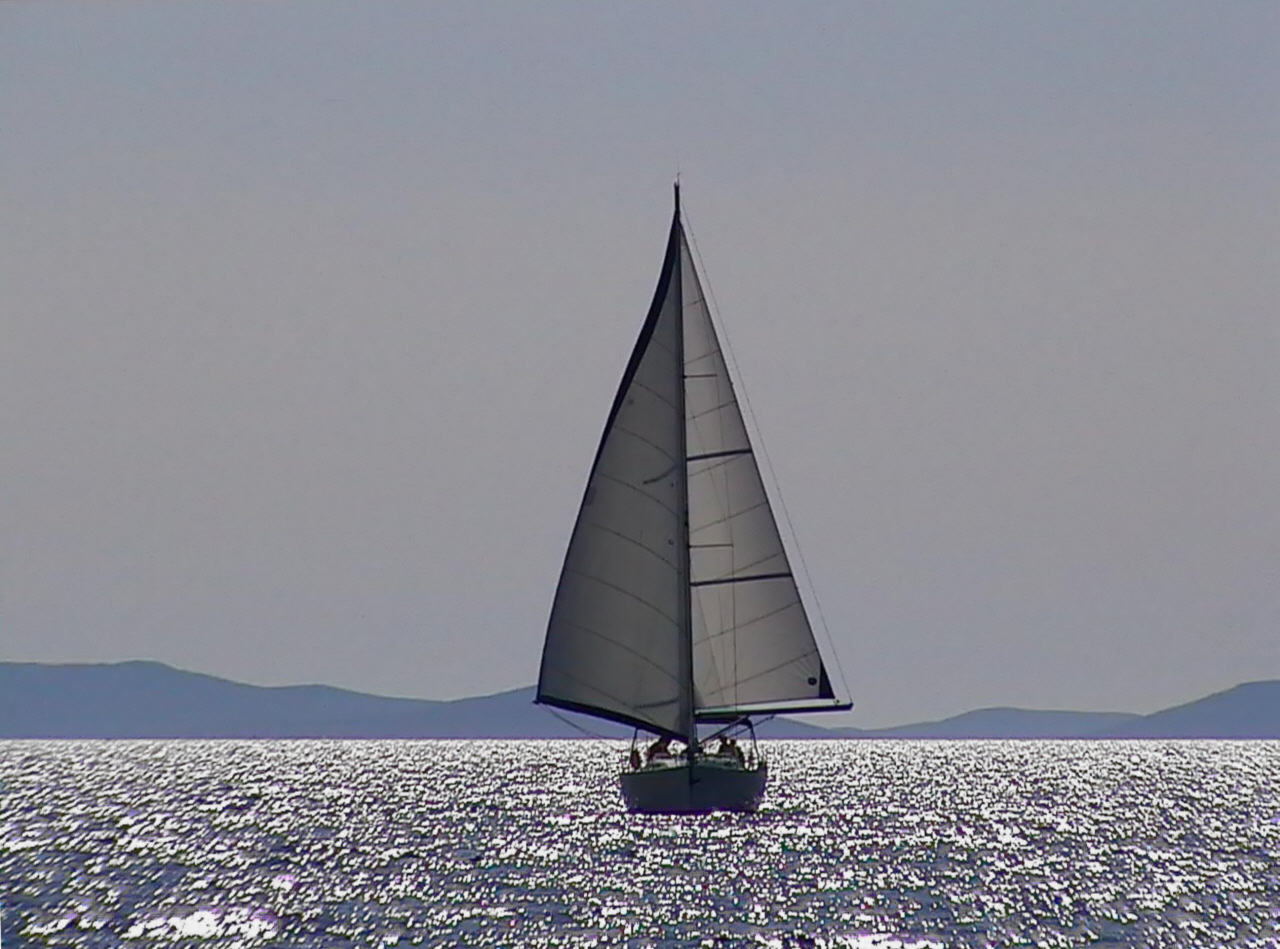
Schmetterlingssegeln auf Vorwindkurs

Vor dem Wind heißt ein Kurs, bei dem der scheinbare Wind von achtern, also genau von hinten, einfällt. Hierbei haben Fahrzeug und wahrer Wind (und somit auch der scheinbare Wind) die gleiche Richtung. Auf diesem Kurs wird der Vortrieb durch Winddruck und nicht mehr durch Strömung am Segel erzeugt.
Slupgetakelte Boote werden bei Fahrt vor dem Wind in ihrem Kursverhalten oft instabil und drohen „aus dem Ruder zu laufen“, so dass es leicht zu einer unbeabsichtigten Halse kommen kann, einer sogenannten Patent- oder Klapphalse. Um diese zu verhindern, kann ein Bullenstander gesetzt werden.
Um zu vermeiden, dass das Vorsegel einfällt, weil es im Windschatten des Großsegels steht, kann es ausgebaumt werden, z. B. mit einem Spinnakerbaum. Erfolgt das Ausbaumen auf der dem Großsegel gegenüberliegenden Seite, wird diese Art des Segelns auch als Schmetterlingssegeln bezeichnet. Um achterlichen Winden möglichst viel Angriffsfläche zu bieten, werden auf Raumschots- und Vorwindkursen oft große, bauchige Spezialsegel, wie z. B. Spinnaker oder Gennaker, eingesetzt.
Vor allem Katamarane, aber auch Yachten und Jollen erreichen in der Regel schneller ein Ziel in Lee, wenn sie es nicht direkt anlaufen, sondern Vor dem Wind kreuzen, also auf wechselnden Raumschots-Kursen fahren. Das hat mehrere Gründe: Auf Raumschots-Kursen wirken an den Segeln schon deutliche Anteile an dynamischem Auftrieb. Zudem ist die Geschwindigkeit des Bordwinds und damit die Anströmgeschwindigkeit der Segel größer. Ein weiterer Grund ist hydrodynamischer Natur: Vor allem bei Segelfahrzeugen mit wenig Auftrieb im Bugbereich, wie z. B. bei Katamaranen oder Klassen mit schmalen Rümpfen, wird beim Segeln Vor dem Wind – aufgrund der Hebelwirkung des Masts, der ja einen Teil der Segelkräfte aufnimmt – der Bug nach unten ins Wasser gedrückt und es entsteht vermehrter Wasserwiderstand.
Besonders bei hohem Wellengang ist das Kreuzen vor dem Wind dem Schmetterlingssegeln auch aus Sicherheitsgründen vorzuziehen, denn die Gefahr einer Patenthalse ist beim Schmetterling sehr groß, wenn der Kurs nicht sehr genau gehalten werden kann.

## Weitere Abhängigkeiten
Auf welchem Kurs zum Wind Segelfahrzeuge am günstigsten segeln bzw. ihre höchste Geschwindigkeit erreichen, lässt sich nicht verallgemeinern, da dies nicht nur von der Schiffskonstruktion und der spezifischen Rumpfgeschwindigkeit abhängt, sondern z. B. auch von Art und Umfang der Besegelung, der jeweiligen Windgeschwindigkeit und dem aktuell vorherrschenden Wellengang. So sind beispielsweise rahgetakelte Großsegler, wie die früheren Handelssegelschiffe, durch ihre Bauart für Kurse prädestiniert, auf denen mäßiger Wind fast schon achterlich einfällt. Rennyachten können dagegen durchaus auf Am-Wind-Kursen ihre höchste Geschwindigkeit erreichen, wenn sie dabei nicht durch hohen Seegang behindert werden. Sie sind dort schneller als selbst auf einem Vorwindkurs, bei dem die Segelfläche durch riesige Spinnaker enorm vergrößert wird. Weil – außer auf Kursen vor dem Wind – die Scheinbare Windgeschwindigkeit immer größer ist als die wahre Windgeschwindigkeit, ist es möglich, schneller als der (wahre) Wind zu segeln.
Viele Fahrtenyachten erreichen mit ihrer Standardbesegelung (Großsegel und Genua) bei mäßigem, halbem oder leicht achterlich einfallendem Wind ihr Optimum, bei dem die Segel noch voll gesetzt werden können und das Boot nicht übermäßig krängt. Auf diesem Kurs ist zudem die Abdrift noch moderat, um die der Wind das Boot gegenüber dem Steuerkurs versetzt. Segler auf Jollen nehmen demgegenüber selbst eine höhere Abdrift in Kauf, um das Boot von der Verdrängerfahrt ins Gleiten zu bekommen. Durch den dabei verringerten Wasserwiderstand erreichen sie einen sprunghaft eintretenden Geschwindigkeitszuwachs.

## Fußnote
1. ↑  Nach Auffassung einiger Autoren (z. B. Roland Denk) sind die Kursbezeichnungen nicht auf den scheinbaren, sondern auf den wahren Wind zu beziehen. Diese aus der Segeltheorie abgeleitete Forderung hat sich jedoch, wohl aus praktischen Gründen, weder im Alltagsgebrauch, noch in der Fachliteratur durchgesetzt. Auf den wahren Wind werden jedoch die Kurse zum Wind bei schnellen Regattabooten (z. B. Segelbooten mit Hydrofoils) und beim Eissegeln bezogen.